# Wiązanie azotu cząsteczkowego

Cząsteczka azotu. Każda kreska symbolizuje parę elektronową

Wiązanie azotu cząsteczkowego – zjawisko włączania azotu cząsteczkowego (N2) w związki chemiczne. Azot cząsteczkowy jest słabo reaktywny i jako gaz stanowi większość ziemskiej atmosfery. Nawet w wodzie większość azotu to rozpuszczony azot cząsteczkowy. Z drugiej strony, ma istotne znaczenie biologiczne, gdyż jako makroelement wchodzi w skład aminokwasów i nukleozydów oraz ich pochodnych, takich jak polipeptydy, białka, kwasy nukleinowe, ATP, NAD+ i in., a także chityny i innych związków (oraz metabolitów tych związków). Wiązanie azotu jest niezbędnym etapem biogeochemicznego cyklu azotu, dzięki któremu może on przejść z atmosfery do hydrosfery i litosfery, a przede wszystkim biosfery.
Wiązanie azotu może następować w wyniku rozbijania wiązań cząsteczkowych przez wyładowanie elektryczne (w naturze – przez pioruny i burze magnetyczne). Szacuje się, że w ten sposób utlenia się 10-100 × 106 ton azotu rocznie (częściej podawane są wartości z dolnej części zakresu). Większe ilości azotanów są wskaźnikiem burz magnetycznych zachodzących w przeszłości. Następuje to też podczas spalania. Znaczne ilości azotu wiązane są metodami przemysłowymi, np. metodą Habera i Boscha. Zdecydowana większość azotu wiązana jest jednak przez bakterie azotowe. Zdolność włączania azotu pochodzenia cząsteczkowego do własnego metabolizmu to diazotrofia. Diazotroficzne organizmy (wydatkując energię) wiążą azot do amoniaku w reakcji:
8H+
 + N
2 + 8e−
 + 16MgATP → 2NH
3 + H
2 + 16MgADP + 16P
i
gdzie ATP to adenozynotrifosforan (tu związany z magnezem), ADP – adenozynodifosforan, Pi – nieorganiczny fosforan.
Reakcja jest katalizowana przez nitrogenazę.
Amonowa postać azotu jest łatwo przyswajalna przez autotrofy. Bakterie azotowe (w tym sinice) często żyją w symbiozie z roślinami lub grzybami (jako porosty), dzięki czemu związany przez nie azot szybko trafia do biosfery. Żyjące w symbiozie z bakteriami brodawkowymi rośliny motylkowe produkują duże ilości białka i są stosowane jako nawozy zielone. Podobnie do użyźniania pól ryżowych wykorzystywane są wodne paprocie Azolla współżyjące z sinicą z rodzaju anabena (Anabaena azollae). Rośliny takie jak lucerna czy groch, a także olsza wiążą do ok. 200 kg × ha/rok, koniczyna, fasola, ciecierzyca i azolla do ok. 100 kg × ha/rok. Dębik wiąże tylko ok. 12 kg × ha/rok, ale żyje w warunkach tundry.